# Here We Go Magic
Here We Go Magic è un gruppo musicale indie rock di New York. Il gruppo è stato originariamente formato da Luke Temple, Michael Bloch e Peter Hale nel 2008.

## Stile musicale
Il primo album è stato descritto così: «testi in flusso di coscienza, brusii lo-fi» e «groove insistentemente ripetitivi e loop densamente stratificati». NPR Music ha affermato che il loro «vortice colorato di sintetizzatori e chitarre spazia dal folk elettronico alla psichedelia, al lo-fi acustico».

## Discografia

### Album
- 2009 – Here We Go Magic (Western Vinyl)
- 2010 – Pigeons (Secretly Canadian)
- 2011 – The January EP (Secretly Canadian)
- 2012 – A Different Ship (Secretly Canadian)
- 2015 - Be Small

### Singoli
- 2012 – How Do I Know / My Plate's On Fire (Secretly Canadian)
- 2013 – You Get More Done When You're Happy (Joyful Noise Recordings)